# Temminck-Flughund

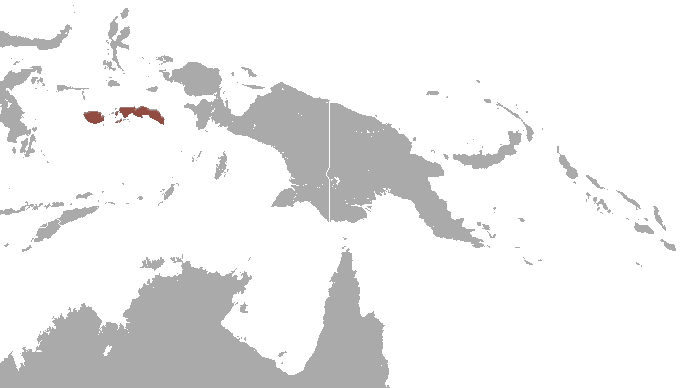
Verbreitungsgebiet des Temminck-Flughundes

Der Temminck-Flughund (Pteropus temminckii) ist ein in Indonesien verbreitetes Fledertier in der Gattungsgruppe der Eigentlichen Flughunde. In manchen älteren Werken ist die Schreibweise des Artzusatzes im wissenschaftlichen Namen temmincki. Die Art ist nach dem niederländischen Zoologen Coenraad Jacob Temminck benannt.

## Merkmale
Dieser Flughund erreicht eine Kopf-Rumpf-Länge von 151 bis 170 mm, hat keinen Schwanz und wiegt 145 bis 155 g. Es sind 94 bis 108 mm lange Unterarme, etwa 30 mm lange Hinterfüße und 19 bis 21 mm lange Ohren vorhanden. Das Fell des Temminck-Flughundes hat ober- und unterseits eine gelbbraune (mit metallischem Schimmer) bis hellbraune Grundfarbe. An manchen Stellen sind Haare mit weißen Spitzen vorhanden, die als helle Flecken erscheinen. Goldgelbe oder ockerfarbene Haare um den Hals, die gelegentlich länger als die Haare am übrigen Körper sind, bilden einen Mantel. Oft reicht die Behaarung über den halben Unterarm und bis zum Sprunggelenk. An den breiten Ohren sind abgerundete Spitzen vorhanden. Dieser Flughund hat mittelbraune Flughäute.

## Verbreitung
Der Temminck-Flughund lebt auf den indonesischen Inseln Ambon, Buru und Seram, die zu den Molukken zählen. Er hält sich im Flachland und in Gebirgen bis 1000 Meter Höhe auf. Die Art bewohnt feuchte tropischen Wälder, Mangrove und Sekundärwälder. Sie besucht gelegentlich Plantagen.

## Lebensweise
Die Exemplare sind einzelgängerisch oder bilden kleine Gruppen, die vermutlich am Tage im dichten Blattwerk ruhen. Laut wenigen Studien fressen die Tiere Feigen, Früchte des Kapokbaums und Früchte von Pflanzen der Gattung Syzygium. Aufgrund des weniger robusten Gebisses, wird angenommen, dass dieser Flughund auch Nektar frisst. Zum Fortpflanzungsverhalten liegen keine Angaben vor.

## Gefährdung
Der Temminck-Flughund wird wegen seines Fleisches gejagt. Eine zusätzliche Bedrohung stellen Waldrodungen dar. Die IUCN schätzt eine Abnahme der Populationsgröße um etwas mehr als 30 Prozent seit dem Jahr 2000 (drei Generationen) und listet die Art als gefährdet (vulnerable).